# Артистичне плавання на Чемпіонаті світу з водних видів спорту 2023 — змішаний дует, довільна програма
Змагання з артистичного плавання в довільна програмі змішаних дуетів на Чемпіонаті світу з водних видів спорту 2023 відбулися 21 і 22 липня 2023 року.

## Результати
Попередній раунд відбувся 21 липня о 10:00 за місцевим часом. Фінал відбувся 22 липня о 10:00 за місцевим часом.
Зеленим позначено фіналістів
| Місце | Країна          | Плавчині                               | Попередній раунд | Попередній раунд | Фінал            | Фінал            |
| Місце | Країна          | Плавчині                               | Очки             | Місце            | Очки             | Місце            |
| ----- | --------------- | -------------------------------------- | ---------------- | ---------------- | ---------------- | ---------------- |
| 1     | Китай           | Ші Хаою Ченг Вентао                    | 221.1023         | 1                | 225.1020         | 1                |
| 2     | Мексика         | Ітзамарі Гонсалес Дієго Віллалобос     | 166.4040         | 5                | 192.5500         | 2                |
| 3     | Іспанія         | Денніс Гонсалес Мірея Ернандес         | 198.9042         | 2                | 183.4207         | 3                |
| 4     | Колумбія        | Густаво Санчес Дженніфер Серкера       | 172.3666         | 4                | 170.2208         | 4                |
| 5     | Велика Британія | Ранджуо Томблін Беатріс Красс          | 150.6208         | 6                | 151.5416         | 5                |
| 6     | Сербія          | Єлена Контич Іван Мартінович           | 143.0189         | 8                | 146.5708         | 6                |
| 7     | Бельгія         | Рено Барраль Ліза Інгеніто             | 147.1521         | 7                | 144.7812         | 7                |
| 8     | Таїланд         | Воранан Тумчай Кантінан Адісайсірібутр | 138.1084         | 9                | 135.6167         | 8                |
| 9     | Казахстан       | Едуард Кім Наргіза Болатова            | 191.8354         | 3                | 133.6979         | 9                |
| 10    | Південна Корея  | Кім Джі Хьє Біун Джа Джун              | 125.3708         | 11               | 125.1542         | 10               |
| 11    | Перу            | Санді Квіроз Альваро Аронес            | 135.4417         | 10               | 121.0668         | 11               |
| 12    | Чилі            | Теодора Гаррідо Ніколас Кампос         | 125.3354         | 12               | 119.1291         | 12               |
| 13    | Німеччина       | Фрісйоф Зайдель Міхелль Ціммер         | 124.7188         | 13               | Завершили виступ | Завершили виступ |
| 14    | Пуерто-Рико     | Хав'єр Раїсанчес Ніколле Торренс       | 90.0770          | 14               | Завершили виступ | Завершили виступ |
| 15    | Куба            | Енді Авіла Кареліс Вальдес             | 78.4522          | 15               | Завершили виступ | Завершили виступ |
| 16    | Японія          | Томока Сато Йотаро Сато                | DNS              | DNS              | DNS              | DNS              |